# 17e étape du Tour de France 1999
Pour un article plus général, voir Tour de France 1999.
La 17e étape du Tour de France 1999 s'est déroulée le jeudi 22 juillet 1999. Elle partait de Mourenx pour arriver à Bordeaux.

## La course
Cette étape de 200 km disputée entre le nouveau vélodrome Eddy-Merckx de Mourenx et l'estuaire de la Gironde respecte le schéma classique. En effet, l'arrivée à Bordeaux dans la célèbre traversée des Landes s'achèver par un sprint. Le dernier vainqueur à Bordeaux s'appelait Erik Zabel. Celui-ci, n'ayant toujours pas remporté au loin une étape sur ce Tour avait à cœur de s'imposer.
Plusieurs échappées avaient animé la traversée des Landes de Gascogne. Jacky Durand, lanterne rouge mais toujours aussi combatif, Alexandre Vinokourov, Thierry Gouvenou, Jean-Cyril Robin, Christophe Moreau, Erik Dekker, Mariano Piccoli et Laurent Brochard y jouèrent un rôle prépondérant. Puis on vit sortir Barbero, De Waele, Heulot (encore), Gonzalez Galdeano, Huser, Vogels, Bölts et Da Cruz, qui remporta le sprint-bonification de Saucats. L'allure était rapide. On frisait les 46 de moyenne et l'écart monta jusqu'à 8 minutes au 100e kilomètre. Mais le peloton se reforma à 15 kilomètre de l'arrivée. Une nouvelle accélération projeta 33 coureurs à l'avant, parmi lesquels 10 Français (Pascal Chanteur, Jacky Durand, Christophe Capelle, Laurent Brochard, François Simon, Claude Lamour, Christophe Moreau, Ludovic Auger, Thierry Gouvenou et Christophe Mengin) mais également le 6e du général (Daniele Nardello) et le 10e (Kurt Van de Wouwer). Mais aucun d'entre eux ne put véritablement inquiéter Tom Steels, qui remporte sa troisième étape sur ce Tour. Erik Zabel finira quant à lui troisième. Mais un incident marquera cette étape : un spectateur vaporisa plusieurs coureurs dont Laurent Madouas avec du gaz lacrymogène. Pavel Tonkov, éprouvé par un deuil familial, n'était pas reparti de Mourenx.

## Classement de l'étape
| \| Classement de l'étape \| Classement de l'étape \| Classement de l'étape \| Classement de l'étape \| Classement de l'étape \| \| Coureur \| Coureur \| Pays \| Équipe \| Temps \| \| --------------------- \| --------------------- \| --------------------- \| ------------------------------ \| --------------------- \| \| 1er \| Tom Steels \| Belgique \| Mapei-Quick Step \| 4 h 22 min 29 s \| \| 2e \| Robbie McEwen \| Australie \| Rabobank \| + 0 s \| \| 3e \| Erik Zabel \| Allemagne \| Deutsche Telekom \| + 0 s \| \| 4e \| George Hincapie \| États-Unis \| US Postal Service \| + 0 s \| \| 5e \| Silvio Martinello \| Italie \| Polti \| + 0 s \| \| 6e \| Lars Michaelsen \| Danemark \| La Française des jeux \| + 0 s \| \| 7e \| Pascal Chanteur \| France \| Casino \| + 0 s \| \| 8e \| Gianpaolo Mondini \| Italie \| Cantina Tollo-Alexia Alluminio \| + 0 s \| \| 9e \| Christophe Capelle \| France \| BigMat-Auber 93 \| + 0 s \| \| 10e \| Alexandre Vinokourov \| Kazakhstan \| Casino \| + 0 s \| |                      |            |                                |                 |
| |                      |            |                                |                 |
| |                      |            |                                |                 |
| Classement de l'étape |                      |            |                                |                 |
| Coureur | Coureur              | Pays       | Équipe                         | Temps           |
| 1er | Tom Steels           | Belgique   | Mapei-Quick Step               | 4 h 22 min 29 s |
| 2e | Robbie McEwen        | Australie  | Rabobank                       | + 0 s           |
| 3e | Erik Zabel           | Allemagne  | Deutsche Telekom               | + 0 s           |
| 4e | George Hincapie      | États-Unis | US Postal Service              | + 0 s           |
| 5e | Silvio Martinello    | Italie     | Polti                          | + 0 s           |
| 6e | Lars Michaelsen      | Danemark   | La Française des jeux          | + 0 s           |
| 7e | Pascal Chanteur      | France     | Casino                         | + 0 s           |
| 8e | Gianpaolo Mondini    | Italie     | Cantina Tollo-Alexia Alluminio | + 0 s           |
| 9e | Christophe Capelle   | France     | BigMat-Auber 93                | + 0 s           |
| 10e | Alexandre Vinokourov | Kazakhstan | Casino                         | + 0 s           |

## Classement général
Après cette étape disputée au sprint, l'Américain Lance Armstrong (US Postal Service) conserve son maillot jaune. Le leader du classement général devance toujours l'Espagnol Fernando Escartin (Kelme-Costa Blanca) et le Suisse Alex Zülle (Banesto).
| \| Classement général \| Classement général \| Classement général \| Classement général \| Classement général \| \| Coureur \| Coureur \| Pays \| Équipe \| Temps \| \| ------------------ \| ------------------ \| ------------------ \| -------------------------------- \| ------------------ \| \| 1er \| Lance Armstrong \| États-Unis \| US Postal Service \| DQ \| \| 2e \| Fernando Escartín \| Espagne \| Kelme-Costa Blanca \| + 6 min 15 s \| \| 3e \| Alex Zülle \| Suisse \| Banesto \| + 7 min 28 s \| \| 4e \| Laurent Dufaux \| Suisse \| Saeco-Cannondale \| + 10 min 30 s \| \| 5e \| Richard Virenque \| France \| Polti \| + 11 min 40 s \| \| 6e \| Daniele Nardello \| Italie \| Mapei-Quick Step \| + 13 min 19 s \| \| 7e \| Ángel Casero \| Espagne \| Vitalicio Seguros-Grupo Generali \| + 13 min 34 s \| \| 8e \| Abraham Olano \| Espagne \| ONCE-Deutsche Bank \| + 14 min 29 s \| \| 9e \| Wladimir Belli \| Italie \| Festina-Lotus \| + 15 min 14 s \| \| 10e \| Kurt Van de Wouwer \| Belgique \| Lotto-Mobistar \| + 18 min 27 s \| |                    |            |                                  |               |
| |                    |            |                                  |               |
| |                    |            |                                  |               |
| Classement général |                    |            |                                  |               |
| Coureur | Coureur            | Pays       | Équipe                           | Temps         |
| 1er | Lance Armstrong    | États-Unis | US Postal Service                | DQ            |
| 2e | Fernando Escartín  | Espagne    | Kelme-Costa Blanca               | + 6 min 15 s  |
| 3e | Alex Zülle         | Suisse     | Banesto                          | + 7 min 28 s  |
| 4e | Laurent Dufaux     | Suisse     | Saeco-Cannondale                 | + 10 min 30 s |
| 5e | Richard Virenque   | France     | Polti                            | + 11 min 40 s |
| 6e | Daniele Nardello   | Italie     | Mapei-Quick Step                 | + 13 min 19 s |
| 7e | Ángel Casero       | Espagne    | Vitalicio Seguros-Grupo Generali | + 13 min 34 s |
| 8e | Abraham Olano      | Espagne    | ONCE-Deutsche Bank               | + 14 min 29 s |
| 9e | Wladimir Belli     | Italie     | Festina-Lotus                    | + 15 min 14 s |
| 10e | Kurt Van de Wouwer | Belgique   | Lotto-Mobistar                   | + 18 min 27 s |

## Classements annexes
| Classement par points | Classement par points | Classement par points | Classement par points | Classement par points |
| Coureur               | Coureur               | Pays                  | Équipe                | Points                |
| --------------------- | --------------------- | --------------------- | --------------------- | --------------------- |
| 1er                   | Erik Zabel            | Allemagne             | Deutsche Telekom      | 276 pts               |
| 2e                    | Stuart O'Grady        | Australie             | Crédit Agricole       | 236 pts               |
| 3e                    | Christophe Capelle    | France                | BigMat-Auber 93       | 175 pts               |
| 4e                    | Tom Steels            | Belgique              | Mapei-Quick Step      | 170 pts               |
| 5e                    | George Hincapie       | États-Unis            | US Postal Service     | 163 pts               |

| Classement par points | Classement par points | Classement par points | Classement par points | Classement par points |
| Coureur               | Coureur               | Pays                  | Équipe                | Points                |
| --------------------- | --------------------- | --------------------- | --------------------- | --------------------- |
| 1er                   | Erik Zabel            | Allemagne             | Deutsche Telekom      | 276 pts               |
| 2e                    | Stuart O'Grady        | Australie             | Crédit Agricole       | 236 pts               |
| 3e                    | Christophe Capelle    | France                | BigMat-Auber 93       | 175 pts               |
| 4e                    | Tom Steels            | Belgique              | Mapei-Quick Step      | 170 pts               |
| 5e                    | George Hincapie       | États-Unis            | US Postal Service     | 163 pts               |

| Classement de la montagne | Classement de la montagne | Classement de la montagne | Classement de la montagne | Classement de la montagne |
| Coureur                   | Coureur                   | Pays                      | Équipe                    | Points                    |
| ------------------------- | ------------------------- | ------------------------- | ------------------------- | ------------------------- |
| 1er                       | Richard Virenque          | France                    | Polti                     | 273 pts                   |
| 2e                        | Alberto Elli              | Italie                    | Deutsche Telekom          | 226 pts                   |
| 3e                        | Mariano Piccoli           | Italie                    | Lampre-Daikin             | 201 pts                   |
| 4e                        | Fernando Escartín         | Espagne                   | Kelme-Costa Blanca        | 194 pts                   |
| 5e                        | Lance Armstrong           | États-Unis                | US Postal Service         | DQ                        |

| Classement de la montagne | Classement de la montagne | Classement de la montagne | Classement de la montagne | Classement de la montagne |
| Coureur                   | Coureur                   | Pays                      | Équipe                    | Points                    |
| ------------------------- | ------------------------- | ------------------------- | ------------------------- | ------------------------- |
| 1er                       | Richard Virenque          | France                    | Polti                     | 273 pts                   |
| 2e                        | Alberto Elli              | Italie                    | Deutsche Telekom          | 226 pts                   |
| 3e                        | Mariano Piccoli           | Italie                    | Lampre-Daikin             | 201 pts                   |
| 4e                        | Fernando Escartín         | Espagne                   | Kelme-Costa Blanca        | 194 pts                   |
| 5e                        | Lance Armstrong           | États-Unis                | US Postal Service         | DQ                        |

| Classement du meilleur jeune | Classement du meilleur jeune | Classement du meilleur jeune | Classement du meilleur jeune     | Classement du meilleur jeune |
| Coureur                      | Coureur                      | Pays                         | Équipe                           | Temps                        |
| ---------------------------- | ---------------------------- | ---------------------------- | -------------------------------- | ---------------------------- |
| 1er                          | Benoît Salmon                | France                       | Casino                           | 82 h 48 min 25 s             |
| 2e                           | Mario Aerts                  | Belgique                     | Lotto-Mobistar                   | + 9 min 33 s                 |
| 3e                           | Francisco Tomás García       | Espagne                      | Vitalicio Seguros-Grupo Generali | + 15 min 51 s                |
| 4e                           | Francisco Mancebo            | Espagne                      | Banesto                          | + 22 min 01 s                |
| 5e                           | Luis Pérez Rodríguez         | Espagne                      | ONCE-Deutsche Bank               | + 25 min 05 s                |

| Classement du meilleur jeune | Classement du meilleur jeune | Classement du meilleur jeune | Classement du meilleur jeune     | Classement du meilleur jeune |
| Coureur                      | Coureur                      | Pays                         | Équipe                           | Temps                        |
| ---------------------------- | ---------------------------- | ---------------------------- | -------------------------------- | ---------------------------- |
| 1er                          | Benoît Salmon                | France                       | Casino                           | 82 h 48 min 25 s             |
| 2e                           | Mario Aerts                  | Belgique                     | Lotto-Mobistar                   | + 9 min 33 s                 |
| 3e                           | Francisco Tomás García       | Espagne                      | Vitalicio Seguros-Grupo Generali | + 15 min 51 s                |
| 4e                           | Francisco Mancebo            | Espagne                      | Banesto                          | + 22 min 01 s                |
| 5e                           | Luis Pérez Rodríguez         | Espagne                      | ONCE-Deutsche Bank               | + 25 min 05 s                |

| Classement par équipes | Classement par équipes | Classement par équipes | Classement par équipes |
| Équipe                 | Équipe                 | Pays                   | Temps                  |
| ---------------------- | ---------------------- | ---------------------- | ---------------------- |
| 1re                    | Banesto                | Espagne                | 247 h 38 min 53 s      |
| 2e                     | ONCE-Deutsche Bank     | Espagne                | + 6 min 11 s           |
| 3e                     | Festina-Lotus          | France                 | + 13 min 01 s          |
| 4e                     | Mapei-Quick Step       | Belgique               | + 13 min 15 s          |
| 5e                     | Kelme-Costa Blanca     | Espagne                | + 13 min 44 s          |

| Classement par équipes | Classement par équipes | Classement par équipes | Classement par équipes |
| Équipe                 | Équipe                 | Pays                   | Temps                  |
| ---------------------- | ---------------------- | ---------------------- | ---------------------- |
| 1re                    | Banesto                | Espagne                | 247 h 38 min 53 s      |
| 2e                     | ONCE-Deutsche Bank     | Espagne                | + 6 min 11 s           |
| 3e                     | Festina-Lotus          | France                 | + 13 min 01 s          |
| 4e                     | Mapei-Quick Step       | Belgique               | + 13 min 15 s          |
| 5e                     | Kelme-Costa Blanca     | Espagne                | + 13 min 44 s          |